# Ine Schonkeren
Ine Schonkeren is een Belgische zangeres afkomstig uit Maasmechelen, bekend om haar veelzijdige muzikale carrière binnen de Vlaamse muziekwereld. Met invloeden uit diverse stijlen muziek en een passie voor entertainment, heeft zij zich ontwikkeld tot een allround artieste actief in studio-opnames, liveoptredens en het Vlaamse feest- en schlagercircuit.

## Achtergrond en vroege invloeden
Ine Schonkeren groeide op in Maasmechelen in een muzikaal gezin met zowel Belgisch als Sloveense, Oostenrijkse en Italiaanse roots. Van jongs af aan kwam zij in contact met volksmuziek: accordeonmuziek op familiefeesten en zang in een Sloveens koor met haar grootouders vormden haar eerste muzikale stappen.
Als kind van de jaren 90 was ze sterk geïnspireerd door het populaire muziekprogramma Tien om te Zien, en Vlaamse artiesten als Isabelle A. Haar fascinatie voor zang en performance ontstond al vroeg, en ze trad geregeld op tijdens wijk- en familiefeesten.

## Start van haar muzikale carrière
Op 15-jarige leeftijd werd Schonkeren geselecteerd door Isabelle A om deel uit te maken van de meidengroep Natural High, waarmee ze haar eerste professionele muzikale ervaringen opdeed, zowel live als in de studio. Ze zette haar carrière voort met backing vocals op lokale proms en verzorgde backings voor artiesten zoals Udo Mechels, Do, Sabien Tiels en Belle Perez.
Daarnaast vormde ze een eigen meidengroep met Kimberley Gibbs (Leki & The Sweet Mints) en Katerine Avgoustakis (winnares van Star Academy 2005), en werkte ze samen met Viola Furleo (ex-2 Fabiola) voor deelname aan de Belgische voorrondes van het Eurovisiesongfestival.

## Escapade en liveoptredens
In haar twintiger jaren sloot Schonkeren zich aan bij de popgroep Escapade, waarmee ze de single Traffic Jam uitbracht en deelnam aan de zomertours van onder andere Top Radio en Radio 2.
Later legde ze zich toe op het livecircuit als zangeres bij diverse coverbands. Haar energieke podiumaanwezigheid maakte haar geliefd op talloze evenementen en feesten.
Samen met zanger/gitarist Wim Janssen vormt ze het akoestisch duo Chemistry, dat bekendstaat om intieme optredens met meerstemmige harmonieën op recepties, huwelijken en andere privégelegenheden.

## Top Pops en schlagercircuit
In 2021 werd Schonkeren lid van de meidengroep Top Pops, een formatie die Vlaamse versies brengt van bekende jaren '80-hits. De groep trad op in onder meer het Sportpaleis tijdens 24 uur Live (met muzikale leiding van Miguel Wiels) en in ’t Kuipke tijdens de Lotto Zesdaagse, waar Schonkeren zelfs het podium deelde met wielrenner Mark Cavendish.

## Solo-carrière
In 2023 lanceerde Ine Schonkeren haar solocarrière, waarin ze haar jarenlange ervaring bundelt in een gevarieerd repertoire van Vlaamse en Engelstalige muziek. Haar optredens combineren nostalgische meezingers met hedendaagse dansnummers. Haar brede stijl leverde haar de bijnaam "De Muzikale Kameleon" op.
Ze blijft ook actief achter de schermen als studiomuzikant, backing vocalist en occasionele samenwerkingen, zoals met Johan Veugelers.
In 2025 brengt Schonkeren haar eerste Solo Single uit, De Wereld Is Van Haar is een krachtig nummer dat door Ine zelf, in samenwerking met Sabien Tiels werd geschreven.

## Discografie
- De Wereld Is Van Haar - Ine Schonkeren
- Waarheen Je Ook Mag Gaan - Top Pops
- Mama Maria - Top Pops
- Traffic Jam - Escapade